# احمد پری‌آذر
احمد پری‌آذر (زادهٔ ۲۱ تیر ۱۳۵۴) بازیکن سابق و مربی فوتسال اهل ایران است.
وی سابقه عضویت در تیم‌هایی همچون شن‌سا ساوه، علم و ادب مشهد، شهید منصوری قرچک و تأسیسات دریایی را در کارنامه دارد.